# Lais (Zuid-Sumatra)
Lais is een bestuurslaag in het regentschap Musi Banyuasin van de provincie Zuid-Sumatra, Indonesië. Lais telt 6300 inwoners (volkstelling 2010).